# Xian de Qinshui
Le xian de Qinshui (沁水县 ; pinyin : Qìnshuǐ Xiàn) est un district administratif de la province du Shanxi en Chine. Il est placé sous la juridiction de la ville-préfecture de Jincheng.

## Démographie
La population du district était de 209 863 habitants en 1999.